# Santo Stefano del Sole
Santo Stefano del Sole este o comună din provincia Avellino, regiunea Campania, Italia, cu o populație de 2.055 locuitori (1 ianuarie 2023) și o suprafață de 10,78 km².

## Demografie
Santo Stefano del Sole - evoluția demografică

|  | Graficele sunt indisponibile din cauza unor probleme tehnice. Mai multe informații se găsesc la Phabricator și la wiki-ul MediaWiki. |

Date: Recensăminte sau birourile de statistică - grafică realizată de Wikipedia